# Mura
Múra (nemško Mur, hrvaško in madžarsko Mura, prekmursko Müra ali Möra) je reka v Srednji Evropi, levi pritok Drave. Izvira v Radstattskih Turah, najzahodnejšem delu Vzhodnih Tur v visokogorski dolini Murwinkel v avstrijski zvezni deželi Salzburg, ki je del narodnega parka Visoke ture. Najprej teče po ledeniško preoblikovani dolini Lungau večinoma proti vzhodu mimo mesteca Tamsweg. Nekoliko niže vstopi v zvezno deželo Štajersko in nadaljuje pot proti vzhodu skozi Murau, Judenburg, Knittelfeld in Leoben do mesteca Bruck an der Mur, kjer dobi z leve pritok Murico. Tu zavije ostro proti jugu, se v ozki soteski prebije skozi pas Južnih apneniških Alp ter pri Gradcu (nem. Graz) vstopi v širno Graško kotlino. Po njej teče proti jugu mimo Lipnice (nem. Leibnitz) do avstrijsko-slovenske meje in nato po njej do Gornje Radgone. V smeri proti jugovzhodu prečka Slovenijo, pod Razkrižjem doseže slovensko-hrvaško mejo, nato teče še po hrvaško-madžarski meji, tik pred izlivom dobi z leve umetni kanal Principális in se pri Legradu izlije v Dravo.
Večji levi pritoki so Taurach, Liesing in Murica (nem. Mürz) v Avstriji ter Ledava, desni pritoki so Kainach in Solba (nem. Sulm) v Avstriji ter Ščavnica v Sloveniji.
V Sloveniji je del Mure, ki vključuje največji ohranjeni kompleks poplavnih ravnic v Sloveniji, leta 2018 postal biosferni rezervat v okviru Unescovega Program Človek in biosfera (MaB).
Leta 2021 pa je postal biosferni rezervat reke Mure v Sloveniji tudi del širšega biosfernega rezervata petih držav pod naslovom Five-country Biosphere Reserve Mura-Drava-Danube (Austria, Croatia, Hungary, Serbia, Slovenia in obsega največji in najbolje ohranjen rečni sistem v Srednji Evropi in želi ustvariti model mednarodnega sodelovanja pri upravljanju povodja, hkrati pa graditi mostove med ljudmi in naravo. Poleg slovenskega združuje Biosferni rezervat Spodnja Murska dolina (Avstrija), Čezmejni rezervat Mura-Drava-Donava (Hrvaška in Madžarska), Biosferni rezervat Bačko Podunavlje (Srbija)

## Opis reke
V najbolj zgornjem toku je Mura tipična visokogorska reka, a se kmalu spusti v širšo dolino Lungau v nadmorski višini ok. 1000 m. Po njej teče mimo številnih vasi, med travniki in polji, v celotnem toku regulirana in obdana samo z ozkim pasom obvodnega rastlinstva. Takšna je reka sprva tudi na Štajerskem, a že nad mestom Murau sta na njej prvi dve od 21 pretočnih hidroelektrarn. Reka teče naprej proti vzhodu, vijuga po široki dolini, vse do mesta Judenburg, kjer vstopi v 20 km dolgo in do 8 km široko Judenburško kotlino. Tu so v preteklosti pridobivali rjavi premog, tudi tamkajšnja industrija (papirna, kovinska) je nekoč močno onesnaževala reko.
Dolvodno od Knittelfelda reka ponovno vstopi v ozko dolino med gozdnatimi hribovji, teče skozi Leoben z veliko železarno v bližnjem Donawitzu in doseže Bruck an der Mur. V dolino Mure se tu od severovzhoda pridruži dolina ob njenem levem pritoku Murici (nem. Mürz), po kateri navzdol pripelje južna železnica s prelaza Semmering in se nadaljuje po ozki soteski Mure proti štajerskemu glavnemu mestu. Že od Leobna naprej se na reki vrstijo elektrarna za elektrarno, vse do zadnje na avstrijskem delu reke pri Špilju (nem. Spielfeld).
Mura teče prav skozi stari del Gradca (nem. Graz), nato pa po široki ravnini Graške kotline proti jugu. Tudi tu je v celoti regulirana, na njej se vrstijo hidroelektrarne, ob straneh jo spremljajo mlinščice, ki so jih nekdaj zgradili za pogon mlinov in žag. Nekoč je bila Mura v tem delu že prava nižinska reka in je svojo strugo prestavljala sem in tja po ravnini, a so jo že v drugi polovici 19. st. v celoti regulirali.
Od Špilja (nem. Spielfeld) do Gornje Radgone je Mura mejna reka med Slovenijo in Avstrijo. Na tem delu teče tik ob severnem robu Slovenskih goric, nato v širokem loku obteče Apaško polje. Že tu se na obeh straneh reke začne širši pas logov, ki se dolvodno od Radencev še razširijo. Pri Gornji Radgoni se reka spet dotakne gričevnatih Slovenskih goric in tu je od nekdaj pomemben prehod preko reke do Radgone (nem. Bad Radkersburg) na levem bregu.
Tudi 28 km dolg odsek Mure prek slovenskega ozemlja je človek močno spremenil. Nekoč se je Mura pogosto razlivala po širni ravnini, zlasti na levem bregu, zdaj pa so z dolgimi protipoplavnimi nasipi poplave bolj ali manj omejili na pas logov neposredno ob reki. Zaradi preteklih regulacij in hidroelektrarn v zgornjem toku reka prenaša veliko manj proda in drugega plavja kot nekoč, zaradi česar je v zadnjih desetletjih precej poglobila strugo. To je povzročilo znižanje gladine podtalnice, kar ima za posledico tudi hiranje ekološko izjemno pomembnih poplavnih gozdov ob reki.
Pod Razkrižjem postane Mura ponovno mejna reka, tokrat med Slovenijo in Hrvaško, vendar sedanja državna meja (nekdanja meja med socialističnima republikama po stanju 25.6.1991) ne poteka po sredini sedanje struge, temveč po nekdanjih strugah pred regulacijo oziroma po katastrskih mejah, saj je reka na tem odseku nekoč močno vijugala sem in tja po ravnini ter prestavljala strugo. To je povzročilo, da so bili do dokončnega sporazuma o meji deli ozemlja na levem bregu Mure hrvaški, nekaj ozemlja na desnem bregu pa je bilo slovenskega, kar je vse od osamosvojitve naprej povzročalo medsebojne spore med državama. Stalno arbitražno sodišče v Haagu je 29.6.2017 odločilo, da dotedanje katastrske meje (z nekaj manjšimi izjemami) postanejo državna meja med Slovenijo in Hrvaško.
Blizu izliva Ledave v Muro je sredi mokrotnih logov in travnikov tromeja med Slovenijo, Madžarsko in Hrvaško, Mura pa vijuga naprej proti jugovzhodu po severni meji hrvaškega Medžimurja in dela obsežne okljuke ali meandre, ki jim hrvaško-madžarska državna meja prav tako ne more slediti, vse dokler se pri Legradu ne izlije v Dravo.

## Hidronim in etimologija
O izvoru imena reke med etimologi ni povsem enotnega mnenja. F. Bezlaj je pred časom menil, da sedanje slovensko ime Mura ni prvotno, ampak naj bi se razvilo iz starejšega imena Mōra. To ime izvira iz ilirskega imena Marus, iz katerega naj bi poleg imena Mura nastala še druga rečna imena, npr. Morava (Srbija), Morača (Črna gora), Moriš (srbsko ime za madž. Maros, romunsko Mureş). Nasprotno meni M. Snoj, da je ime reke verjetno slovanskega izvora. Razvilo bi se lahko iz slovanske besede murъ = temen, črn, kar se je ohranilo tudi v slovenskih besedah muren, mura (žival temne barve) in murka. Torej bi lahko ime reke pomenilo temna voda.
Možno je tudi, da ime izhaja iz nemške (alemanske) besede der Mur = blato, iz katere je nastal bavarski in avstrijski izraz die Mure = blatni ali drobirski tok v visokogorju. Tovrstni pojavi so zelo pogosti v Centralnih Alpah, kjer je površje iz neprepustnih metamorfnih in magmatskih kamnin, tudi v zgornjem delu porečja Mure v Avstriji.

## Hidrogeografija
Podobno kot Drava ima tudi Mura izrazit snežno-dežni rečni režim z daleč največ vode maja (taljenje snega v visokogorju), najmanj pa februarja in januarja, ko večina padavin pade v obliki snega. V obdobju 1981–2010 je imela v Gornji Radgoni povprečni pretok 154,8 m3/s, v istem obdobju so najmanjši pretok izmerili 14. decembra 1989 (40,5 m3/s), največjega pa 22.8.2005 (1237 m3/s), po drugih podatkih celo 1350 m3/s).
Mura je v zgornjem toku značilna gorska hudourniška reka, večji del regulirana in ne povzroča posebnih težav. Pod Gradcem, kjer je nekoč prestavljala strugo sem in tja po ravnini, so reko regulirali že v drugi polovici 19. stoletja, danes pa se pretaka prek niza pretočnih hidroelektrarn. V Graški kotlini in tudi niže ob toku je v zadnji ledeni dobi reka na široko nasula današnjo prodno ravnino, po koncu ledene dobe pa se je ponovno vrezala v lastne nanose in izdelala obsežno naplavno ravnico, ki postaja ob toku navzdol vse širša. Velik del te ravnice je še vedno v dosegu velikih poplav in od tod velika razlika med nekoliko višjimi, obdelanimi in gosto poseljenimi deli ter najnižjimi deli ravnice vzdolž reke, ki jih je človek v veliki meri prepustil logom in močvirnim travnikom.
Ta široka ravnina je bila v preteklosti izpostavljena obsežnim poplavam, ki so se razlivale več kilometrov na široko in ogrožale tudi vasi vstran od reke, predvsem na levem bregu od Petanjcev navzdol. »Mura ima svojo strugo le prav na plitvo vrezano v ravnino, prav tako seveda tudi njeni pritoki. Zato je umljivo, da so od nekdaj povodnji povzročale tu zelo velike preglavice, se ponavljale zelo na gosto in delale ogromno škodo.«

### Poplave
Niz hidroelektrarn na avstrijskem delu ne more zadržati poplavne vode, saj so elektrarne pretočne in imajo majhne zadrževalnike, zato sta zlasti v našem delu Mure na obeh straneh skoraj sklenjena protipoplavna nasipa, ki zaenkrat zmoreta zadrževati poplave na območju logov in bližnjih mokrotnih travnikov. Na desnem bregu je sklenjen protipoplavni nasip od Vučje vasi do Gibine, na levem bregu od Petanjcev do Pinc, toda tudi ti ne bodo mogli nikoli zagotoviti popolne varnosti pred poplavami.
Ena najhujših poplav ob našem delu Mure je bila 11. in 12. novembra 1925. Po močnem in dolgotrajnem deževju se je Mura na široko razlila in poplavila številne vasi na obeh straneh. Najhuje so bili prizadeti Veržej, Dokležovje in Petišovci, tudi v Murski Soboti je voda segala več kot dva metra visoko. Slovenski gospodar opisuje tragedijo: »Za Prekmurje se lahko reče, da ga taka nesreča še ni nikoli zadela. Vsled strašnega naliva so izstopili vsi potoki in Mura je zalila celo pokrajino v višini več metrov. Strašen je bil pogled na ogromno blatno jezero, iz katerega so štrlela le drevesa in strehe od hiš, na katerih so se zbirale preplašene družine ter prezebajoč v najhujšem dežju čakale na pomoč brez hrane, v nevarnosti, da jim voda izpodnese še edino oporo ter jih pogoltne. Po blatni vodi je plavala okrog njihova imovina, živina je v hlevih tulila in mukala v naraščajoči vodi, dokler ni utonila; kjer se je posrečilo, živino še pravočasno spraviti iz hlevov, je vseeno poginila, ker je voda narastla nad 2 metra ter ugonobila vse, kar se ni rešilo na drevesa ali strehe.«
Hude poplave so bile ob Muri še avgusta 1926, avgusta 1938, 13.–17. julija 1972 in nazadnje avgusta 2005. Ob tej poplavi so v zadnjih desetletjih zgrajeni nasipi v polni meri izpolnili svojo nalogo, saj kljub največjemu zabeleženemu pretoku (v Gornji Radgoni 22. avgusta 2005: 1237 m3) ni prišlo do katastrofalnih poplav. Gasilci in domačini so s skrajnimi napori uspeli pravočasno utrditi nasipe, da se voda ni razlila po ravnini, ampak so poplave večinoma ostale znotraj protipoplavnih nasipov. Kljub temu so bile posledice poplave hude, saj so poplavljali tudi podtalnica in manjši potoki, tako da je bilo pod vodo okrog 300 stanovanjskih hiš, poškodovanih ali uničenih pa 39 mostov.

## Kakovost vode
V preteklosti je bila Mura precej onesnažena zaradi komunalnih in industrijskih odpadnih vod ter intenzivnega kmetijstva. Zaradi dolgoletne onesnaženosti se je povsem spremenila tudi ribja favna v reki, ki je nekoč slovela kot zelo bogata z ribami. V njej je nekoč živelo več kot 50 ribjih vrst, potem pa so ciprinidno-salmonidne ribje vrste skoraj izumrle. Pozneje se je stanje reke bistveno izboljšalo, tako da je Mura zdaj v slovenskem delu v dobrem kemijskem ter dobrem do zmernem ekološkem stanju. V precejšnji meri se je obnovil tudi ribji živelj, težave s pomanjkanjem življenjskega prostora pa imajo ribe, ki so vezane na stranske rokave in mrtvice, saj je teh zaradi poglabljanja glavne struge vse manj.

## Hidroelektrarne
Na avstrijskem delu Mure deluje 22 hidroelektrarn z instalirano močjo več kot 10 MW. So večinoma pretočnega tipa, njihovi zadrževalni bazeni pa imajo le majhne zmogljivosti. Izjema je prva hidroelektrarna Hintermuhr v zgornjem toku Mure, ki je akumulacijsko-črpalna hidroelektrarna z instalirano močjo 104 MW (zgrajena 1991, povečana 2008). Namenjena je proizvodnji vršne energije, ki jo pridobijo tako, da vodo črpajo nazaj v jezero Rotgüldensee v nadmorski višini 1733 m in jo po potrebi spuščajo na hidroelektrarno v dolini. Posebnost te elektrarne je tudi ta, da je iz naravovarstvenih razlogov v celoti zgrajena pod zemljo; elektrarna je v lasti podjetja Salzburg AG.
Vseh 22 hidroelektrarn na Muri ima skupno instalirano moč 349 MW; z vsemi, razen z najbolj zgornjo, upravlja podjetje Verbund. Elektrarne so pretočnega tipa z zmogljivostjo 10–20 MW, večina jih stoji neposredno ob jezu, le do nekaterih dovajajo vodo po krajših dovodnih kanalih (npr. Dionysen, Pernegg, Laufnitzdorf). Deset elektrarn je v soteski Mure med Leobnom in Gradcem, osem med Gradcem in Slovenijo.
Na slovenskem delu Mure je samo MHE Ceršak z instalirano močjo 0,66 MW. Zgradili so jo leta 1935 za potrebe bližnje tovarne lepenke in leta 1955 temeljito obnovili. Leta 2005 so jo kupile Dravske elektrarne Maribor (DEM) in s tem pridobile koncesijo za rabo vode reke Mure. Že naslednje leto je bil na osnovi te koncesije izdelan Program priprav za projekt HE na Muri.
O gradnji verige hidroelektrarn na slovenskem delu Mure se govori že dolgo; nekateri projekti predvidevajo gradnjo do 12 pretočnih hidroelektrarn, tudi na mejnem delu reke med Špiljem (Spielfeld) in Gornjo Radgono. Decembra 2005 je vlada podelila Dravskim elektrarnam koncesijo za rabo vode za proizvodnjo električne energije na Muri, na osnovi katere bi lahko DEM zgradile na Muri osem hidroelektrarn, in sicer Sladki Vrh, Cmurek, Konjišče, Apače, Radgona, Radenci, Hrastje in Veržej. Prvih šest bi zgradili na mejnem odseku, tako da bi tri upravljal avstrijski partner (verjetno Verbund), tri pa DEM. Kljub temu da ima projekt zelo veliko nasprotnikov med zagovorniki varstva narave in drugimi, je vlada 16. maja 2013 sprejela sklep o pripravi državnega prostorskega načrta za HE Hrastje-Mota.
Gradnji verige hidroelektrarn poleg naših nasprotujejo avstrijski naravovarstveniki, zaskrbljenost so izrazili tudi Madžari in Hrvati. Proti elektrarnam je tudi velik del domačinov, ki so že ustanovili več civilnih pobud, mdr. decembra 2009 Zvezo društev Moja Mura. Obmurske občine so v precejšnji meri naklonjene gradnji, saj si od elektrarn obetajo rento, kar kaže, da nas čaka zelo hud boj med zagovorniki gradnje in nasprotniki.

## Ljudje in reka
Mura je bila stoletja mejna reka med avstrijskimi dednimi deželami in Ogrsko in izrazita, težko prehodna prepreka. Stiki med obema bregovoma so bili zelo šibki, tako da je prišlo v 18. in 19. stoletju celo do nastanka posebnega prekmurskega knjižnega jezika.
Ko je po razpadu Avstro-Ogrske s trianonsko pogodbo Prekmurje pripadlo takratni Kraljevini SHS (4. junij 1920), ni bilo na Muri niti enega mostu med Radgono in Murskim Središčem; prevoze čez reko so opravljali z brodovi. Prvi most proti Prekmurju so zgradili šele leta 1922 med Veržejem in Dokležovjem, najprej lesenega za cesto (sedanji je od 1967) in nato za železnico (1924). Pozneje so zgradili še mostove med Radenci in Petanjci (1940), med Razkrižjem in Srednjo Bistrico ter med Petišovci in Murskim Središćem (cestni in železniški most). Na pomurski avtocesti je danes med Vučjo vasjo in Bakovci naš najdaljši most, dolg 833 m (odprt 30. oktobra 2003).
Leta 1919 je Mura na odseku med Špiljem (nem. Spielfeld) in Radgono povsem na novo postala mejna reka med Avstrijo in Kraljevino SHS. S saintgermainsko mirovno pogodbo (10. september 1919) so Apaško polje, na katerem je živel precejšen delež nemško govorečega prebivalstva, prisodili Kraljevini SHS, Radgonski kot na levem bregu s prav tako nemško-slovenskim prebivalstvom pa priključili Republiki Avstriji.
Izjemna geomorfna dinamika Mure, s katero je reka vedno prestavljala svojo strugo in ustvarjala vsakič nove stranske rokave, že stoletja povzroča težave pri določanju meje. Ko je bila mejna reka med Ogrsko in avstrijskimi deželami, je prihajalo celo do spopadov. Ivan Zelko (1984) opisuje spore med štajerskimi deželnimi stanovi ter ogrskima fevdalcema Tomažem Széchyjem in Sigismundom Bánffyjem. Na ogrski strani reke so gradili nasipe in pregrade, s katerimi so glavni tok Mure preusmerjali na štajersko stran, da je spodjedala breg in odnašala zemljo ter nasipala na ogrski strani. Odnosi so se večkrat tako zaostrili, da je prihajalo celo do oboroženih spopadov, leta 1524 je moral v spore poseči celo sam ogrsko-češki kralj Ludvik II.
Tudi Slovenija in Hrvaška se v več kot 20 letih od razglasitve samostojnosti nista mogli dogovoriti o medsebojni meji po Muri dolvodno od Gibine. Zavezali sta se le, »... da bosta spoštovali stanje, kot je bilo na dan njune neodvisnosti, tj. 25.6.1991.« Hrvaška je leta 2006 brez soglasja Slovenije, ki bi ga morala dobiti v skladu s Pogodbo med Vlado Republike Slovenije in Vlado Republike Hrvaške o urejanju vodnogospodarskih razmerij (podpisana 25. oktober 1996 v Zagrebu), med Svetim Martinom na Muri in Hotizo zgradila 118 m dolg most, prek katerega poteka cesta samo do hrvaške kontrolne točke na desni strani Mure – mejnega prehoda za obmejni promet. Leta 2009 sta se državi dogovorili za arbitražni postopek za določitev meje. Mednarodno arbitražno sodišče je z razsodbo 29.6.2017 določilo državno mejo po katastrskih mejah, ki so bile v tem delu usklajene, tako da so sporna ozemlja na levem bregu večinoma pripadla Hrvaški, razen  dela vasi Brezovec, kjer je Slovenija aktivneje uveljavljala svojo oblast. Vendar vprašanje uveljavljanja razsodbe ostaja odprto, saj je hrvaška stran ne priznava.

### Büjraštvo
Ker je Mura tudi v našem delu hudourniška reka, je v preteklosti ob vsaki večji vodi spodjedala bregove in spreminjala tok, odnašala rodovitno zemljo in včasih tudi hiše z ljudmi vred. Že v srednjem veku so se prebivalci ob reki poskušali zoperstaviti reki in so obnavljali načete bregove, tako da so v strugo ob bregu zabili kole, mednje naložili snope povezanega vejevja (fašine) ter jih obtežili s kamni in prodom. Vejevje je naslednje leto pognalo mladike, ki so v nekaj letih obrasle breg in ga zavarovale pred erozijo. To so delali t. i. büjraši, domačini, ki so za to delo dobivali skromno plačilo. Na ogrski strani (na levem bregu) je bila ta dejavnost skromna, dobro urejena pa je bila na desnem, štajerskem bregu, saj je avstrijsko cesarstvo že v drugi polovici 19. stoletja büjraše plačevalo iz deželnega proračuna. Med obema svetovnima vojnama je büjraštvo podpirala tudi takratna Jugoslavija, obstajali so tudi še po drugi svetovni vojni, pozneje so to delo prevzela vodnogospodarska podjetja. Ta pomemben, sonaravni način urejanja reke prikazuje Büjraški muzej na Otoku ljubezni pri Ižakovcih.
V Ižakovcih že vrsto let pripravljajo büjraške dneve na Otoku ljubezni; v letu 2017 so od 11. do 13. avgusta potekali že 26. büjraški dnevi, povezani s praznovanjem občinskega praznika občine Beltinci.

### Plavajoči mlini
V preteklosti je bila Mura edini vir energije za gosto poseljeno okolico, ki so jo izkoriščali številni plavajoči mlini. Ker se gladina reke močno spreminja, so mlinsko kolo postavili med dva lesena čolna in zraven namestili mlin, ki se je tako dvigal in spuščal skupaj z vodno gladino. Takšnih mlinov niso poznali nikjer drugje v Sloveniji, na Muri pa jih je bilo v preteklosti na desetine. Po drugi svetovni vojni, in tudi že prej, so drug za drugim propadali, do danes so ostali samo štirje: Babičev mlin pri Veržeju, plavajoči mlin na Otoku ljubezni (Ižakovci) in novo zgrajena plavajoča mlina pri Cmureku (Mureck) na avstrijskem bregu Mure ter v Žabniku pri Sv. Martinu na Muri (Hrvaška).
Iz tradicije nekdanjega mlinarstva je nastala Mlinarska pot, zanimiva turistična pot z bogato naravno in kulturno dediščino, ki poteka od Veržeja do Žabnika v občini Sv. Martin na Muri na Hrvaškem. Vključuje še obmurske vasi na obeh straneh reke: Dokležovje, Ižakovce in Melince na prekmurski strani ter Razkrižje, Šafarsko in Gibino na prleški strani. Poleg mlinov so na nekaterih točkah prikazane tudi druge tradicionalne obrti.

### Murska kolesarska pot
Od izvira do izliva Mure je speljana ok. 450 km dolga kolesarska pot (nemško Murradweg), ki so jo maja 2012 podaljšali od nekdanjega mejnega prehoda Gederovci/Sicheldorf prek Slovenije do Legrada ob izlivu Mure v Dravo na Hrvaškem. Kolesarska pot poteka od visokogorske doline Lungau v Alpah po dolini navzdol, mimo Gradca in prek ravninske Štajerske do Slovenije. V Sloveniji poteka naprej po obeh bregovih Mure, in sicer na prekmurski strani od vasi Gederovci do Pinc, na desni strani pa od Trat do Gibine in nato naprej po Hrvaški do Legrada.
Med avstrijsko vasjo Donnersdorf in našimi Črnci na Apaškem polju so 1. maja 2006 odprli najnovejši most čez Muro, namenjen izključno pešcem in kolesarjem. Most je dolg 83 m in visi na jeklenih vrveh ter je brez opornikov v rečni strugi; zgradili so ga večinoma z evropskimi sredstvi.

## Varstvo narave
Človek je Muro v velikem delu njenega toka močno preoblikoval, tako da so zadnji, bolj ali manj naravni odseki samo še v povirnem delu v dolini Lungau in ob spodnjem toku Mure od Murskega Središća do izliva v Dravo. Zgornji tok Mure ter celotni tok Mure z obrečnimi deli ravnine od mostu Radenci–Petanjci do slovensko-madžarsko-hrvaške tromeje so vključeni v varovano območje Natura 2000. V zgornjem toku, kjer so pred desetletji z regulacijami precej spremenili strugo Mure, že vse od leta 2003 potekajo v okviru projekta LIFE ukrepi za povrnitev delov Mure v naravno stanje: z več kot 90 km reke so odstranili vse, kar je oviralo ribje poti po reki navzgor in navzdol, ponovno so uredili več stranskih rokavov in obvodnih logov, obnovili nekaj nekdanjih površin za zadrževanje poplavne vode ter poskrbeli za ustrezno življenjsko okolje močno ogroženega sulca (Hucho hucho).
Čeprav je Mura med Gradcem in Slovenijo ujeta v niz pretočnih elektrarn, so ob njej marsikje dobro ohranjeni logi in mokrotni travniki, najbolj pa so hidroelektrarne vplivale na ribjo favno v sami reki. Na tem odseku je nekoč živelo v Muri 21 ribjih vrst, mdr. lipan (Thymallus thymallus). Z zmanjšanjem onesnaženosti in izgradnjo ribjih poti mimo jezov upajo, da se bo nekdanje ribje bogastvo vsaj deloma obnovilo. Za vodne ptiče je v tem delu najbolj privlačno jezero za hidroelektrarno Gralla in logi na levem bregu, kjer so zaradi dviga vodne gladine nastala nova mokrišča.
S pokrajinskega in biološkega vidika je narava vzdolž Mure daleč najlepše ohranjena v spodnjem toku reke, nekako od Špilja (Spielfeld) navzdol do izliva. Čeprav je struga večinoma regulirana, je ob njej bolj ali manj širok pas poplavnih gozdov (logov) in mokrotnih travnikov z izjemno pomembnimi habitati, zaradi katerih je celotno to območje varovano v okviru Nature 2000 (v Avstriji 21,6 km2, v Sloveniji 127,7 km2 in na Madžarskem 21,4 km2). Mura ima povsem prost tok vse od zadnje hidroelektrarne nad Špiljem (Spielfeld) navzdol, kar je ugodno za hitro spreminjanje habitatov v sami strugi, predvsem prodišč in neporaščenih rečnih bregov v naplavinah – pomemben življenjski prostor številnih vrst ptičev (mdr. vodomca, Alcedo atthis). Vstran od rečne struge so pomembni stranski rokavi, po katerih se pretaka poplavna voda, kadar glavna struga ne zmore prevajati vse vode.
Poseben pomen imajo mrtvice – plitva jezerca v opuščenih strugah, ki so nastale v preteklosti, ko je reka še prosto vijugala sem in tja po ravnini ter delala velike meandre ali okljuke. Zanje je značilna specifična vodna vegetacija in bogat živalski svet, predvsem dvoživke, plazilci, kačji pastirji in drugi nevretenčarji. Najlepše mrtvice so Muriša ob spodnjem toku v kotu med Muro in Ledavo, Orlovšček med Dolnjo Bistrico in Hotizo ter Hotiško jezero pri Hotizi, poleg teh pa jih je še vse polno tudi drugod v logih ob Muri.
V poplavnih gozdovih ob Muri rastejo izključno listavci različnih vrst, odvisno od rastiščnih pogojih. Na najpogosteje poplavljenih delih tik ob reki prevladuje vrbovje (Salicetum albae), nekoliko vstran, kjer je podtalnica že nekoliko nižje pod površjem, pa raste naš obrečni nižinski gozd (Querco roboris–Ulmetum laevis), v katerem sta dominantni drevesni vrsti hrast dob (Quercus robur) in dolgopecljati brest (Ulmus laevis), vanj pa nezadržno sili 'pritepenka' robinija (Robinia pseudoacacia). V teh gozdovih je izjemno bogata tudi grmovna vegetacija in seveda živalski svet, od množice žuželk, kačjih pastirjev, dvoživk, plazilcev in ptic. V logih ob Muri gnezdi okoli 110 vrst ptic, mdr. 30 varovanih ptic iz seznama ptičje direktive, od katerih so nekatere močno ogrožene zaradi izginjanja habitatov (npr. čapljica, Ixobrychus minutus).

## Galerija
- Mura pri Petanjcih
- Mura pri Gradcu
- Izvir Mure
- Stara Mura pri Sv. Martinu